# Louise Victorine Nagel
Louise Victorine Nagel (Zaandam, 12 oktober 1845 – Loosduinen, 18 maart 1913) was een Nederlands auteur van poëzie en proza.

## Leven en werk
Louise Nagel was een dochter van Wilhelmus Nagel (1802-1866) en Catharina Petronella van der Ham (1804-1876). Vader Nagel was directeur van het postkantoor, achtereenvolgens in Zaandam (1836-1850), Alkmaar (1850-1858) en Leiden (1858-1866), waardoor het gezin tijdens Louises jeugd een paar keer verhuisde. Nagel trouwde begin 1891 in het Franse Meudon met de uit Amsterdam afkomstige rentenier Constantinus Joannes (Constant) Haverkotte (1832-1914). Zij woonden in Meudon, Knokke, Valkenburg, Apeldoorn (1896) en vanaf 1910 in Den Haag.
Nagel bewonderde de schrijfster Geertruida Bosboom-Toussaint. Ze stuurde haar haar werkje Miniaturen (1876) en bezocht haar eind 1879 met haar neef J.J. Cremer. In 1882 werd Bosboom-Toussaint zeventig jaar en ontving van haar vrienden een bewonderaars een liber amicorum. Ook Louise Nagel leverde hieraan een bijdrage, zij droeg bovendien haar werkje Gure Lente, Heideroosje, dat in dat jaar werd gepubliceerd, aan Bosboom-Toussaint op. Nagel was bevriend met Mina Costerman, haar brieven aan Costerman worden bewaard bij het Literatuurmuseum.
Nagel publiceerde aanvankelijk onder het pseudoniem Antoinette, later ook als Louise V. Nagel, L.V.N., L.V. Haverkotte-Nagel en Mevrouw Constant Haverkotte. Ze droeg onder meer bij aan het weekblad De Hollandsche Lelie en de tijdschriften Zingende Vogels en Androcles. In 1893 werden een aantal van haar gedichten opgenomen in het tijdschrift Nederland. Haar werk werd getoond op diverse tentoonstellingen, zo was Gure Lente. Heideroosje te zien in de afdeling letterkunde op de Nationale Tentoonstelling van Vrouwenarbeid 1898 en een luxe uitgave van Zangen der Zee op de internationale kunsttentoonstelling in Scheveningen (1902).
Louise Nagels gedichten vonden letterlijk gehoor bij een breder publiek, nadat in 1896 haar gedicht Feeëngroet door Richard Hol op muziek werd gezet. In 1901 volgde In de kathedraal waarvoor Jan Rijken de muziek voor piano en zang schreef. Albert Mosmans maakte in 1928 een compositie van In de kathedraal voor een vierstemmig mannenkoor. In 1917 schreef natuurkenner J.B. Bernink dat hij maar één gedicht geheel uit zijn hoofd kent, het gedicht van Nagel over de parnassia, zijn lievelingsbloem.
Louise V. Nagel overleed op 67-jarige leeftijd, in de psychiatrische inrichting Rosenburg in Loosduinen.

## Enkele publicaties
- Antoinette (1876) Miniaturen. Amsterdam: J.C. Loman Jr. Met een woord vooraf van Jan ten Brink.
- Antoinette (1879) Nieuwe Miniaturen. Haarlem: W.C. de Graaff.
- Antoinette (1882) Gure Lente, Heideroosje : Twee schetsen Amsterdam: P.N. van Kampen & Zoon.
- Antoinette (1885) Ontwaakt als een vlinder, en twee andere fantasieën. 's-Gravenhage: Ch. Ewings.
- Louise V. Nagel (1888) Zangen der Zee. 's-Gravenhage: W. Cremer. Met strandgezichten naar tekeningen van jhr. J.E. Van Heemskerek van Beest.[9]
- Mevrouw Constant Haverkotte (1894) Idylle, gedicht in Elsevier's Geïllustreerd Maandschrift, met illustraties van Charles Rochussen.[10]

## Galerij

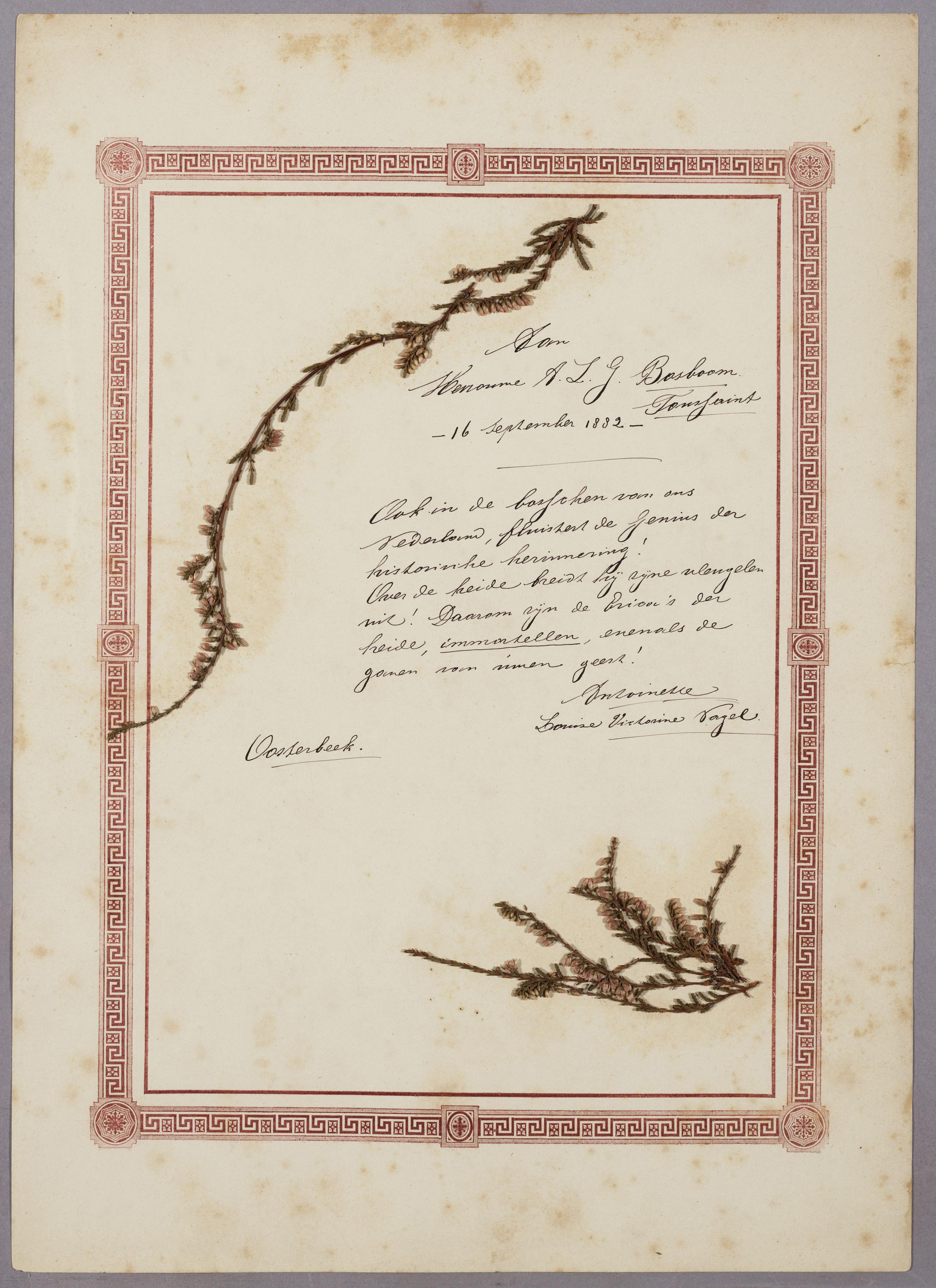
1882 – Nagels bijdrage aan het Album van Mevrouw Bosboom-Toussaint
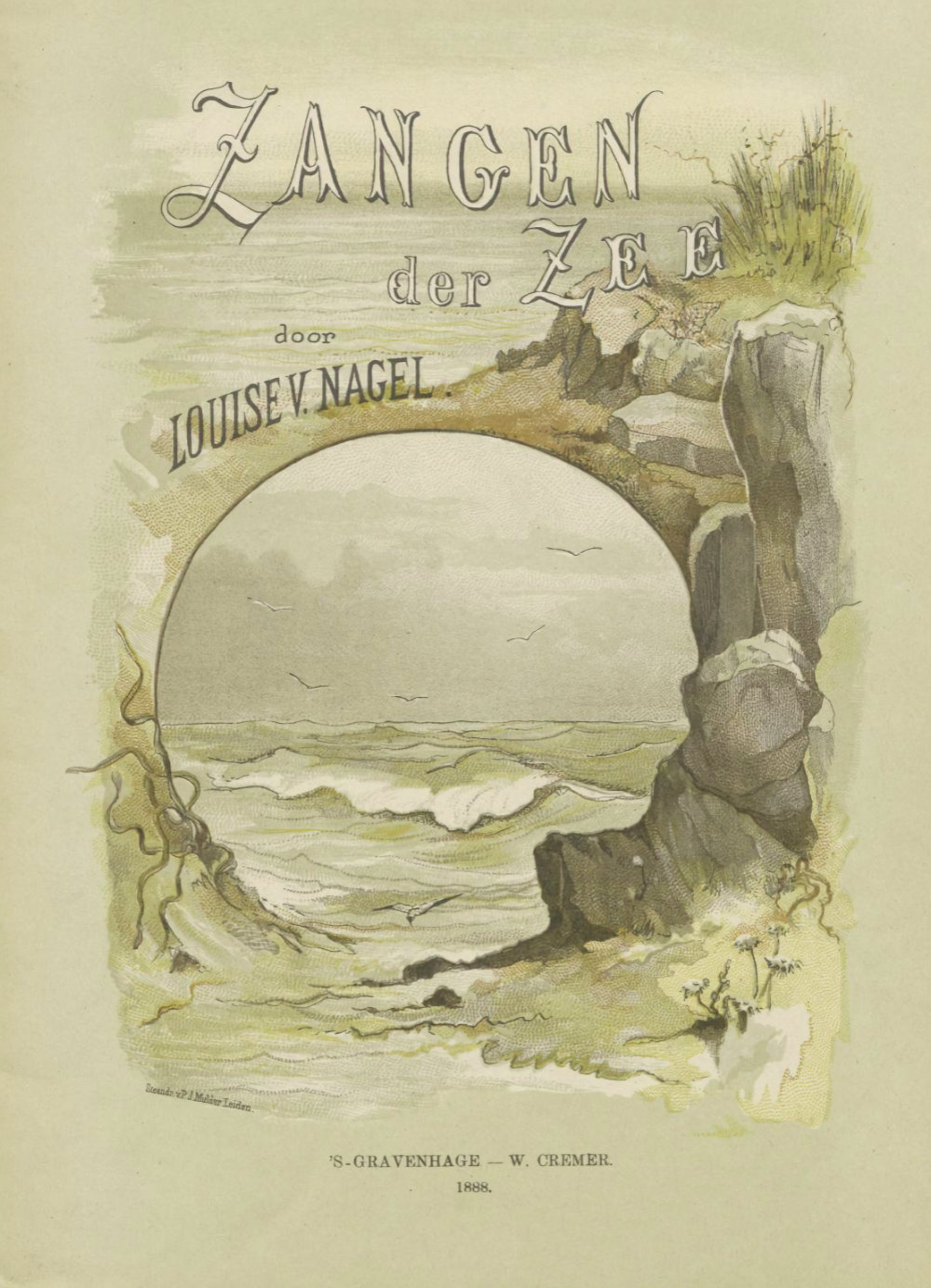
1888 – Zangen der Zee

- Biografisch Portaal: 81823925
- Digitale Bibliotheek voor de Nederlandse Letteren: nage002